# Caprimulgus phalaena
El chotacabras de Palaos o chotacabras de Palau (Caprimulgus phalaena) es una especie de ave caprimulgiforme de la familia Caprimulgidae endémica de Palaos. Anteriormente se consideraba una subespecie del chotacabras jotaka (Caprimulgus jotaka).